# 塞巴斯蒂安·波科尼奥利
塞巴斯蒂安·波科尼奥利（法語：Sébastien Pocognoli；1987年8月1日—）是一位比利時已退役足球運動員。在場上的位置是左閘。最後效力於比利時足球甲級聯賽球隊聖基萊斯聯。他曾代表比利時國家足球隊參賽。